# Neo Souli
Neo Souli  este un oraș în Grecia în Prefectura Ahaia.